# Viatrice di Roma
Viatrice (o Beatrice) (... – Roma, 304) è stata una martire cristiana a Roma; è venerata dalla Chiesa cattolica come santa.

## Agiografia
Durante le persecuzioni di Diocleziano, Viatrice (in latino Viatrix) recuperò nell'ansa del Tevere “iuxta locum qui appellatur sextus Philippi” i corpi dei fratelli Simplicio e Faustino, che avevano sofferto il martirio e che erano stati gettati nel fiume Tevere all'altezza dell'isola Tiberina. Viatrice diede sepoltura dei fratelli in quel luogo (ora catacombe di Generosa) aiutata dai presbiteri Crispo e Giovanni, ma fu denunciata per la sua fede cristiana da un parente di nome Lucrezio, che aspirava alla sua eredità. Pertanto, fu imprigionata e nonostante le minacce dei giudici, perseverò nella sua fede. Fu condannata a morte e morì a Roma tra il 303 e 304.
Viatrice in seguito fu deposta accanto ai suoi fratelli da una pia matrona romana e cristiana, Lucina che, dopo aver preso i corpi dei martiri, decise di dar loro sepoltura in sua cava di pozzolana, trasformandola così in un cimitero cristiano. La catacomba detta "di Generosa" sorgeva al VI miglio della via Campana/Portuense, per questo i santi furono detti Martiri Portuensi.

## Culto
Le reliquie della santa e dei fratelli Simplicio e Faustino furono traslate nel piccolo Oratorio dedicato a San Paolo della chiesa di Santa Bibiana all'Esquilino intorno al 682 da Papa Leone II.
Il Papa Urbano VIII fece restaurare questa antichissima chiesa: l'opera fu affidata a Gianlorenzo Bernini che decise di abbattere l'antico Oratorio per cui l'arca marmorea del VII secolo fu portata nella Basilica di Santa Maria Maggiore, dove si conserva ancor oggi murata al primo piano della canonica in via Liberiana.
Un "corpo santo", venerato con il nome di santa Beatrice vergine e martire, è custodito nella chiesa di San Nicola dei Greci ad Altamura. La parte più significativa delle reliquie si trova però in Germania, nelle città di Fulda, Lauterbach, Amorbach e Hainzell. Reliquie dei santi si trovano anche nelle chiese di San Nicola in Carcere a Monte Savello, in un santuario delle Marche e nella cappella di San Lorenzo all'Escorial di Madrid.
La ricorrenza liturgica della santa e dei suoi fratelli si celebra nel giorno in cui furono uccisi Simplicio e Faustino, ovvero l’ante diem IV kalendæ augustæ, cioè il 29 luglio. La stessa data è ripresa dal Martirologio Romano:
(Martirologio Romano)